# Taulliraju
De Taulliraju (van Quechua Tawllirahu) is een berg in de Cordillera Blanca (Andes-Peru). Het is een van de meest gefotografeerde bergen van de Cordillera Blanca na de Alpamayo.
Het beklimmen van deze berg is voorbehouden aan doorgewinterde en ervaren expeditieklimmers. Een echte normaalroute bestaat niet. Er zijn verschillende moeilijke gecombineerde rots- en ijsroutes naar de top.
De Santa Cruz trekking komt aan de berg voorbij en geeft uitzicht op de top.